# إليفاليه بيرسون
إليفاليه بيرسون (بالإنجليزية: Eliphalet Pearson)‏ هو مربي أمريكي، ولد في 11 يونيو 1752 في Newbury, Massachusetts ‏ في الولايات المتحدة، وتوفي في 12 سبتمبر 1826 في غرينلاند في الولايات المتحدة.